# D'Angelo
Michael Eugene Archer(nascido em 11 de Fevereiro de 1974), mais conhecido pelo seu nome artístico D'Angelo, é um cantor, compositor, multi-instrumentista, arranjador vocal e produtor musical americano de R&B e neo soul vencedor de quatro Grammy Awards. Ele é conhecido por sua produção e talentos de composição tanto quanto por suas habilidades vocais, e muitas vezes atrai comparações com suas influências, Marvin Gaye, Sly Stone e Prince.
Seu primeiro álbum solo, Brown Sugar, lançado em julho de 1995, recebeu críticas elogiosas e vendeu mais de dois milhões de cópias. Junto com artistas como Erykah Badu, Lauryn Hill, e Maxwell, D'Angelo tornou-se uma grande influência do movimento neo soul. Em seguida, D'Angelo entrou em um hiato antes de liberar seu segundo álbum, intitulado "Voodoo" em Janeiro de 2000. Seu single "Untitled (How Does It Feel)," foi um sucesso nas paradas de R&B e lhe rendeu um Grammy de Melhor Artista Masculino de R&B; Da mesma forma, Voodoo venceu o grammy de Melhor álbum de R&B. Após o lançamento do clipe de "Untitled (How Does It Feel)," D'Angelo não ficou muito à vontade com o seu crescente status como um símbolo sexual. Isto foi seguido por numerosos problemas pessoais incluindo o alcoolismo, e um hiato musical de catorze anos.
D'Angelo só lançou seu terceiro álbum de estúdio, Black Messiah, em Dezembro de 2014, embora tenha sido originalmente previsto para ser lançado em 2015; o álbum foi recebido com aclamação da crítica e estreou na quinta posição nas paradas da Billboard e em primeiro lugar na categoria "EUA Top R&B / Hip-Hop álbuns", vendendo mais de 117.000 unidades em sua primeira semana. Black Messiah foi promovido com o lançamento do single "Really Love" e uma turnê chamada "The Second Coming". 
O álbum foi premiado com dois grammys nos 58th Grammy Awards, nas categorias de Melhor álbum R&B e Melhor música R&B do ano com "Really Love", single que também foi indicado na categoria "Gravação do Ano".
D'Angelo também contribuiu para a trilha sonora do videogame de 2018 Red Dead Redemption 2 , apresentando a música "Unshaken".

## Discografia

### Álbuns de estúdio
| 1995                                                 | Brown Sugar - Lançamento: 03 de julho de 1995 - Gravadora(s): EMI - Formato(s): CD, cassette, vinil                                  | 22 | 4 | —  | —   | 66 | —  | 47 | —  | —  | —  | - : Ouro - : Platina   |
| 2000                                                 | Voodoo - Lançamento: 25 de janeiro de 2000 - Gravadora(s): Virgin - Formato(s): CD, cassette, vinil                                  | 1  | 1 | 7  | 57  | 28 | 9  | 10 | 13 | 42 | 21 | - : Ouro - : Platina   |
| 2014                                                 | Black Messiah ( com The Vanguard) - Lançamento: 15 de dezembro de 2014 - Gravadora(s): RCA - Formato(s): CD, download digital, vinil | 5  | 3 | 17 | 168 | —  | 30 | 35 | —  | —  | 47 | - :165 mil - :1 milhão |
| "—" denota lançamentos que não entraram nas tabelas. | |    |   |    |     |    |    |    |    |    |    |                        |

## Prêmios e nomeações

### Grammy Awards
| Ano  | Trabalho indicado                         | Prêmio                                             | Resultado |
| ---- | ----------------------------------------- | -------------------------------------------------- | --------- |
| 1996 | Brown Sugar                               | Best R&B Álbum                                     | Indicado  |
| 1996 | "Brown Sugar"                             | Best R&B Song                                      | Indicado  |
| 1996 | "Brown Sugar"                             | Best Male R&B Vocal Performance                    | Indicado  |
| 1997 | "Lady"                                    | Best Male R&B Vocal Performance                    | Indicado  |
| 1999 | "Nothing Even Matters" (with Lauryn Hill) | Best R&B Performance by a Duo or Group with Vocal  | Indicado  |
| 2001 | Voodoo                                    | Best R&B Álbum                                     | Venceu    |
| 2001 | "Untitled (How Does It Feel)"             | Best Male R&B Vocal Performance                    | Venceu    |
| 2001 | "Untitled (How Does It Feel)"             | Best R&B Song                                      | Indicado  |
| 2003 | "Be Here" (with Raphael Saadiq)           | Best R&B Song                                      | Indicado  |
| 2003 | "Be Here" (with Raphael Saadiq)           | Best Urban/Alternative Performance                 | Indicado  |
| 2004 | "I'll Stay" (with Roy Hargrove)           | Best R&B Performance by a Duo or Group with Vocals | Indicado  |
| 2016 | Black Messiah                             | Best R&B Álbum                                     | Venceu    |
| 2016 | "Really Love"                             | Record of the Year                                 | Indicado  |
| 2016 | "Really Love"                             | Best R&B Song                                      | Venceu    |